# Niedergandern
Niedergandern ist ein Ortsteil der Gemeinde Friedland im niedersächsischen Landkreis Göttingen. Auf einer Fläche von 3,2 km² leben 120 Einwohner (Stand Dezember 2023).

## Geographische Lage
Niedergandern liegt etwa 2 km nordnordöstlich des Dreiländerecks Hessen-Niedersachsen-Thüringen. Die Grenze zu Hessen bildet die westliche Ortsgrenze, jene zu Thüringen die östliche. Es liegt an der Leine auf 191 m ü. NHN und besteht aus dem Ort Niedergandern selbst, dem Gut Besenhausen und dem wüst gefallenen Ort Hottenrode, von dem nur noch die Kirche Hottenrode vorhanden ist.
Benachbarte Orte sind neben Friedland (3 km nordnordwestlich) die Dörfer Reckershausen (1,7 km nördlich), Reiffenhausen (2,8 km nordöstlich) und das Gut Besenhausen (1,5 km südöstlich; alle in Niedersachsen) sowie die Dörfer Hohengandern (2,2 km südlich; in Thüringen), Eichenberg (Neu-Eichenberg)-Bahnhof (2,1 km südsüdwestlich) und Hebenshausen (1,7 km westsüdwestlich; beide in Hessen).
Nordöstlich vorbei an Niedergandern verläuft die Landesstraße 566, die über die thüringische L 1001 etwa in Richtung Südsüdosten Anschluss an die Bundesstraße 80 hat und die nach Nordwesten über an sie anschließende Straßen zur in Hessen bei Marzhausen gelegenen Anschlussstelle Neu-Eichenberg–Friedland der rund 800 m nördlich der Ortschaft verlaufenden Bundesautobahn 38 hat; diese führt durch den etwas östlich der Ortschaft gelegenen Heidkopftunnel. Bahnstationen befinden sich in Friedland (Niedersachsen), Neu-Eichenberg (Hessen) und Arenshausen (Thüringen).

## Geschichte

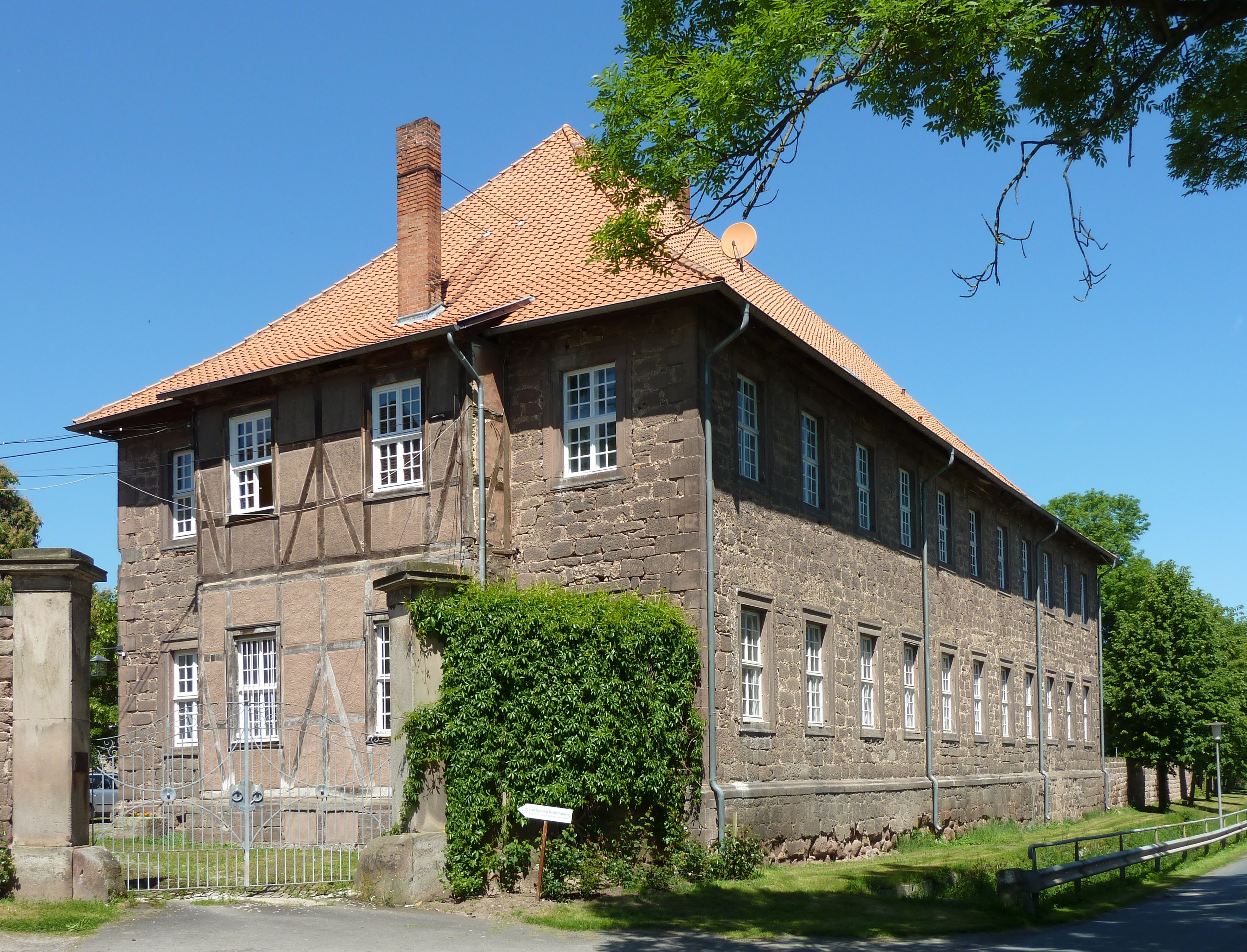
Herrenhaus des Ritterguts

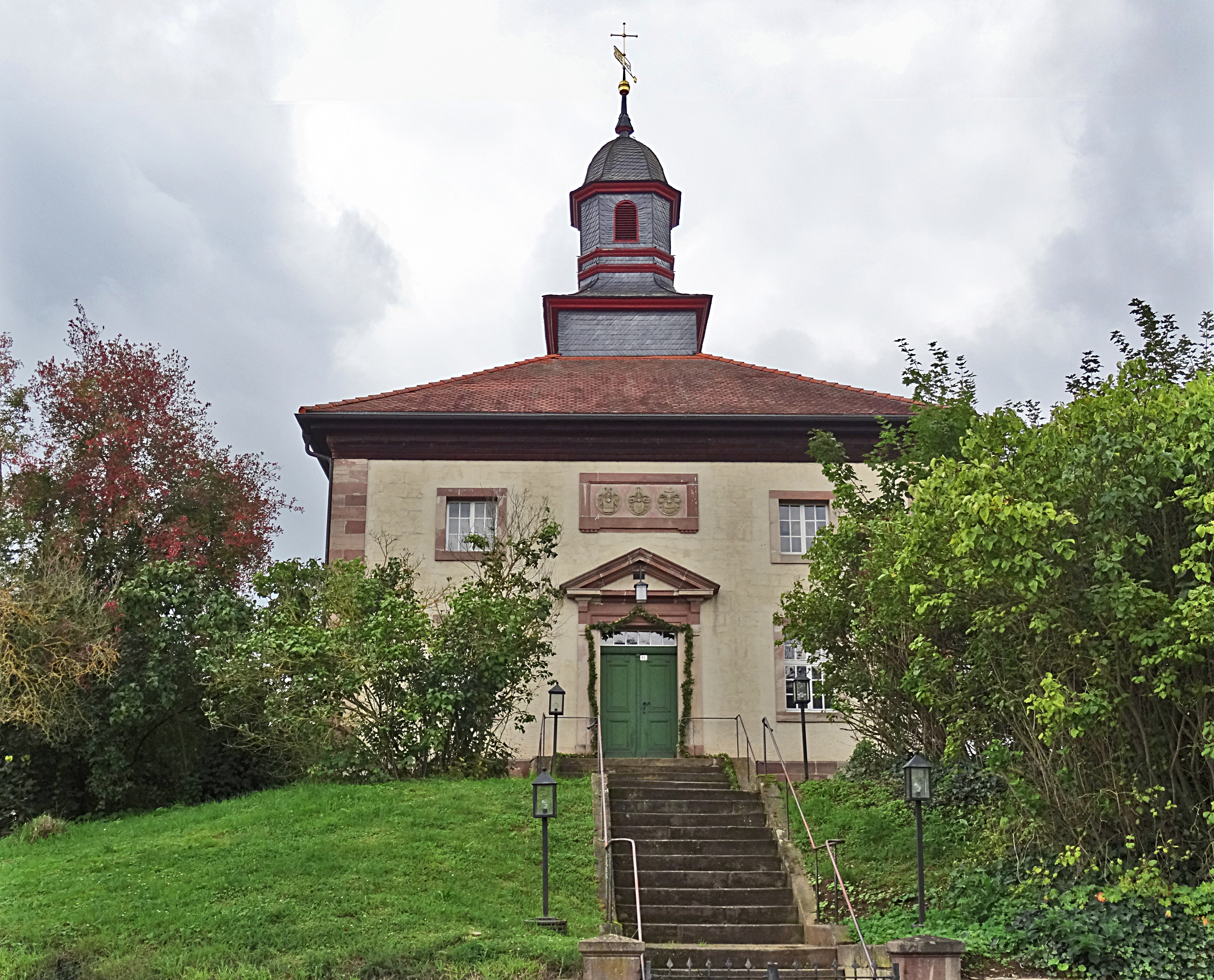
Gutskapelle Niedergandern

Niedergandern wurde im 12. Jahrhundert als Gandera erstmals urkundlich erwähnt. Da die ältesten Urkunden nicht zwischen Niedergandern und den nahegelegenen Dörfern Hohengandern und Kirchgandern unterscheiden, kann eine eindeutige Zuordnung nur aufgrund des inhaltlichen Kontextes der Urkunden erfolgen. Aufgrund der Besitzkontinuitäten des Klosters Reinhausen in Niedergandern können Nennungen in einer Urkunde aus der Zeit von 1118 bis 1137 (gefälscht im 13. Jahrhundert), einer Urkunde von 1152/53–1156 sowie einer ebenfalls im 13. Jahrhundert gefälschten Urkunde Heinrichs des Löwen von 1168 auf Niedergandern bezogen werden. Die ersten schriftlichen Nennungen des Ortes mit eindeutiger Zusatzbezeichnung stammen aus dem Ende des 13. Jahrhunderts (1294 Gandera Inferioris), die niederdeutsche Bezeichnung in Nederen Gandera tritt erstmals 1318 auf, als Bruno von Bodenhausen durch Herzog Otto den Milden unter anderem mit der Vogtei in Niedergandern belehnt wurde. Die von Bodenhausen übten zunächst die niedere Gerichtsbarkeit über Niedergandern und Reckershausen aus, bevor sie 1559 die hohe Gerichtsbarkeit von Amt Friedland zuerkannt bekamen. Die Hoheit auf der Landstraße zwischen den beiden Ortschaften wurde ihnen jedoch von den Braunschweigern und dem Landgrafen von Hessen streitig gemacht, so rissen hessische Beamte einen Galgen nieder, den die von Bodenhausen an der Straße errichteten. Die Einwohner aus Niedergandern empfingen die Braunschweiger Türken- und Landsteuer, die aber ab Mitte des 16. Jahrhunderts vermehrt nicht gezahlt wurde. Ab 1585 verweigerte Niedergandern den Braunschweigern den Huldigungseid. Ab dem Beginn des 17. Jahrhunderts trat zudem das Erzbistum Mainz auf und erhob Hoheitsansprüche auf Niedergandern. Ein Vertrag von 1587 zwischen Mainz und Hessen, der aber nie zur Ausführung kam, sollte die Hoheit über das Dorf teilen und eine Grenze durch den Ort ziehen.
Am 1. Januar 1973 wurde Niedergandern in die Gemeinde Friedland eingegliedert.

## Ortsrat
Der Ortsrat setzt sich aus fünf Ratsfrauen und Ratsherren zusammen.
- Wählerliste Niedergandern (WLNdg): fünf Sitze

(Stand: Kommunalwahl am 12. September 2021)

## Bauwerke
Auffallende Gebäude sind das Hofensemble mit dem Herrenhaus des Rittergutes Niedergandern der Herren von Bodenhausen, 1698 bis 1702 errichtet, die erhöht stehende Gutskapelle, 1798 bis 1802 erbaut, und der weithin sichtbare moderne Speicherturm der Leinemühle Niedergandern.